# خور سالوی
خور سالوی (به انگلیسی: Solway Firth) یک خور در بریتانیا است که بخشی از مرز بین اسکاتلند و انگلستان را تشکیل می‌دهد.
این خور از سنت بیز تا کامبریا کشیده شده‌است و جزئی از دریای ایرلند به‌شمار می‌رود. ساحل آن عمدتاً شامل مناطق روستایی است و اقتصادی محلی بر ماهی‌گیری مبتنی است.